# 粒矽錳石
粒矽錳石（英語：Alleghanyite）是一種中等稀有的硅镁石質礦物，分子式為 Mn5(SiO4)2(OH)2，屬於岛硅酸盐矿物. 。通常分佈與含錳變質岩石中。 該礦物是以美國北卡羅來納州的阿勒格尼縣命名Alleghanyite.。

### 结晶学特征
粒矽錳石書单斜晶系， 晶体呈片状，沿{100}呈板状，沿[011]延伸，或呈长柱状至纤维状。其色澤為粉红褐色至红褐色、深粉红色、灰粉红色；薄片为粉红色。具玻璃光泽。

### 产状
在德国奥登瓦耳德产于富磷灰石的碱性正长岩中,为岩浆岩产物,与透辉石,角闪石密切共生。其它伴生矿物包括：锰铝榴石、蔷薇辉石、锰尖晶石(Galaxite),红砷锌锰矿(Holdenite)、氯砷锰石(Magnussonite)、砷钙镁石(Adelite)、砷硅锌锰石(Kraisslite)、锌铁尖晶石(Franklinite)、硅锌矿(Willemite)、重晶石、方解石.